# Sumana Salapphet
Sumana Salapphet (thailändisch สุมนะ สลับเพชร, * 13. Mai 2000), auch als Green bekannt, ist ein thailändischer Fußballspieler.

## Karriere
Sumana Salapphet erlernte das Fußballspielen in der Jugendmannschaft von Bangkok United. Mit der U23-Mannschaft des Vereins spielte er in der vierten Liga, der Thai League 4. Hier trat man in der Bangkok Region an. Am Ende der Saison 2019 feierte er mit dem Verein die Vizemeisterschaft. Bei dem Erstligisten unterschrieb er am 1. Januar 2021 auch seinen ersten Vertrag. Der Verein aus der Hauptstadt Bangkok spielt in der ersten thailändischen Liga, der Thai League. Sein Erstligadebüt gab Sumana Salapphet am 19. Februar 2022 (21. Spieltag) im Heimspiel gegen den Nakhon Ratchasima FC. Hier wurde er in der 83. Minute für Mika Chunuonsee eingewechselt. Das Spiel endete 2:2. Zu Beginn der Saison 2022/23 wechselte er zum Drittligisten Samut Prakan FC. Mit dem Verein aus Samut Prakan spielte er in der Bangkok Metropolitan Region der Liga. Hier stand er bis Anfang Januar 2023 unter Vertrag. Im Januar 2023 wechselte er zum Ligakonkurrenten Nonthaburi United S.Boonmeerit FC. Für den Bangkoker Verein bestritt er zehn Ligaspiele. Prime Bangkok FC, ein Verein, der ebenfalls in der Bangkok Metropolitan Region spielt, nahm ihn im Sommer 2023 unter Vertrag. Nach insgesamt 30 Ligaspielen wechselte er im Januar 2025 in die zweite Liga. Hier schloss er sich dem Police Tero FC an.